# التبر المسبوك في نصيحة الملوك
التبر المسبوك في نصيحة الملوك، كتاب للإمام أبو حامد الغزالي، ألّفه في أواخر أيامه باللغة الفارسية للسلطان محمد بن ملكشاه السلجوقي المتوفى سنة 511 هـ ونقله إلى العربية أحد تلامذته وهو صفي الدين على بن مبارك بن موهوب الأربلي في القرن السادس الهجري بطلب من الأتابك ألب قتلج حاكم الموصل المتوفى عام 595 هـ/1199.
يعالج الكتاب نصيحة الملوك موضوعات سياسية واجتماعية جاءت في صورة نصائح ومواعظ ووصايا أخلاقية غايتها منفعة الحاكم والسياسي وإرشاده في حكم الرعية وتأديب الحاشية وعمال البلاط. والكتاب بمضمونه وبموضوعاته يصوّر المجتمع والحياة العامة، والسياسة الحكام والسلاطين وحياة البلاط.